# SAS Championship
Het SAS Championship is een jaarlijks golftoernooi van de Amerikaanse Champions Tour.
De eerste editie van het kampioenschap was in 2001. Het toernooi wordt in de maand september gespeeld op de Prestonwood Country Club in Cary, North Carolina. SAS Institute is de titelsponsor.
In 2011 was het prijzengeld US$ 2.100.000, waarvan $ 315.000 naar de winnaar ging.

## Winnaars
SAS Championship
- 2001:  Bruce Lietzke
- 2002:  Bruce Lietzke

SAS Championship presented by BusinessWeek
- 2003:  D.A. Weibring

SAS Championship presented by Forbes
- 2004:  Craig Stadler

SAS Championship
- 2005:  Hale Irwin
- 2006:  Tom Jenkins
- 2007:  Mark Wiebe
- 2008:  Eduardo Romero
- 2009:  Tom Pernice Jr
- 2010:  Russ Cochran
- 2011:  Kenny Perry

 Mitsubishi Electric Championship at Hualalai ·
 Hassan II Golf Trophy ·
 Chubb Classic ·
 Cologuard Classic ·
 Hoag Classic ·
 Galleri Classic ·
 James Hardie Pro-Football Hall of Fame Invitational ·
 Mitsubishi Electric Classic ·
 Insperity Invitational ·
 The Tradition ·
 Senior PGA Championship ·
 Principal Charity Classic ·
 American Family Insurance Championship ·
 Senior Players Championship ·
 US Senior Open ·
 Dick's Open ·
 The Senior Open Championship ·
 Boeing Classic · 
 Rogers Charity Classic ·
 The Ally Challenge
 Stifel Charity Classic ·
 Sanford International ·
 PURE Insurance Championship ·
 Constellation Furyk and Friends ·
 SAS Championship ·
 Dominion Energy Charity Classic ·
 Simmons Bank Championship ·
 Charles Schwab Cup Championship ·